# Burg Guttenberg (Oberfranken)

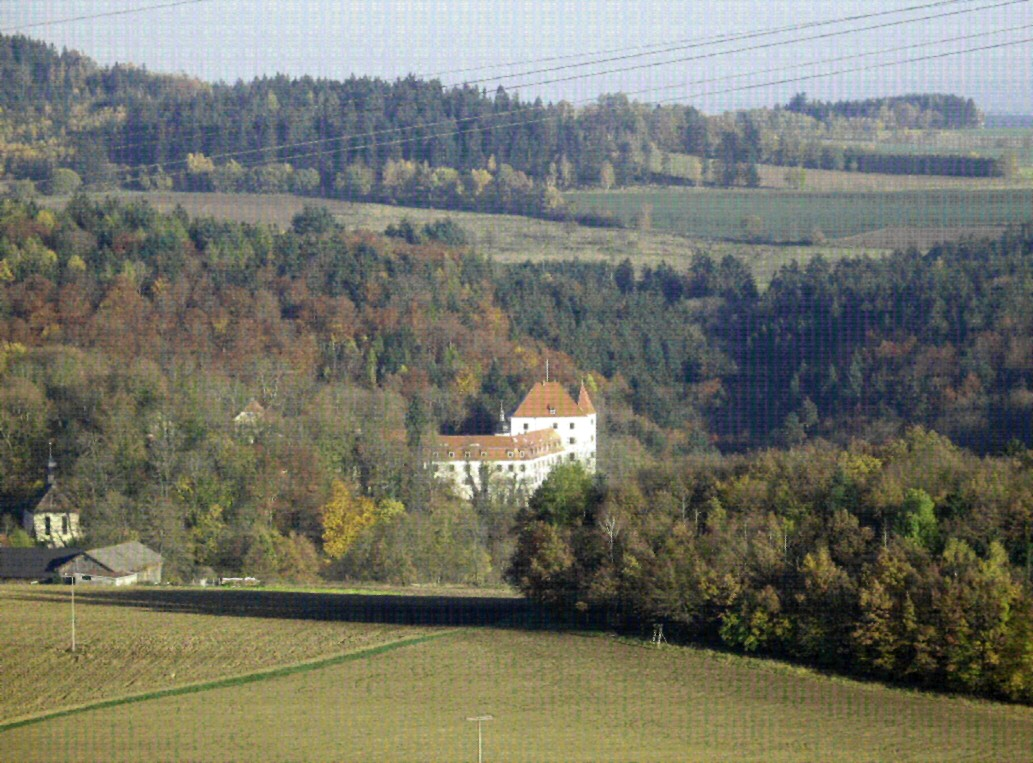
Burg Guttenberg

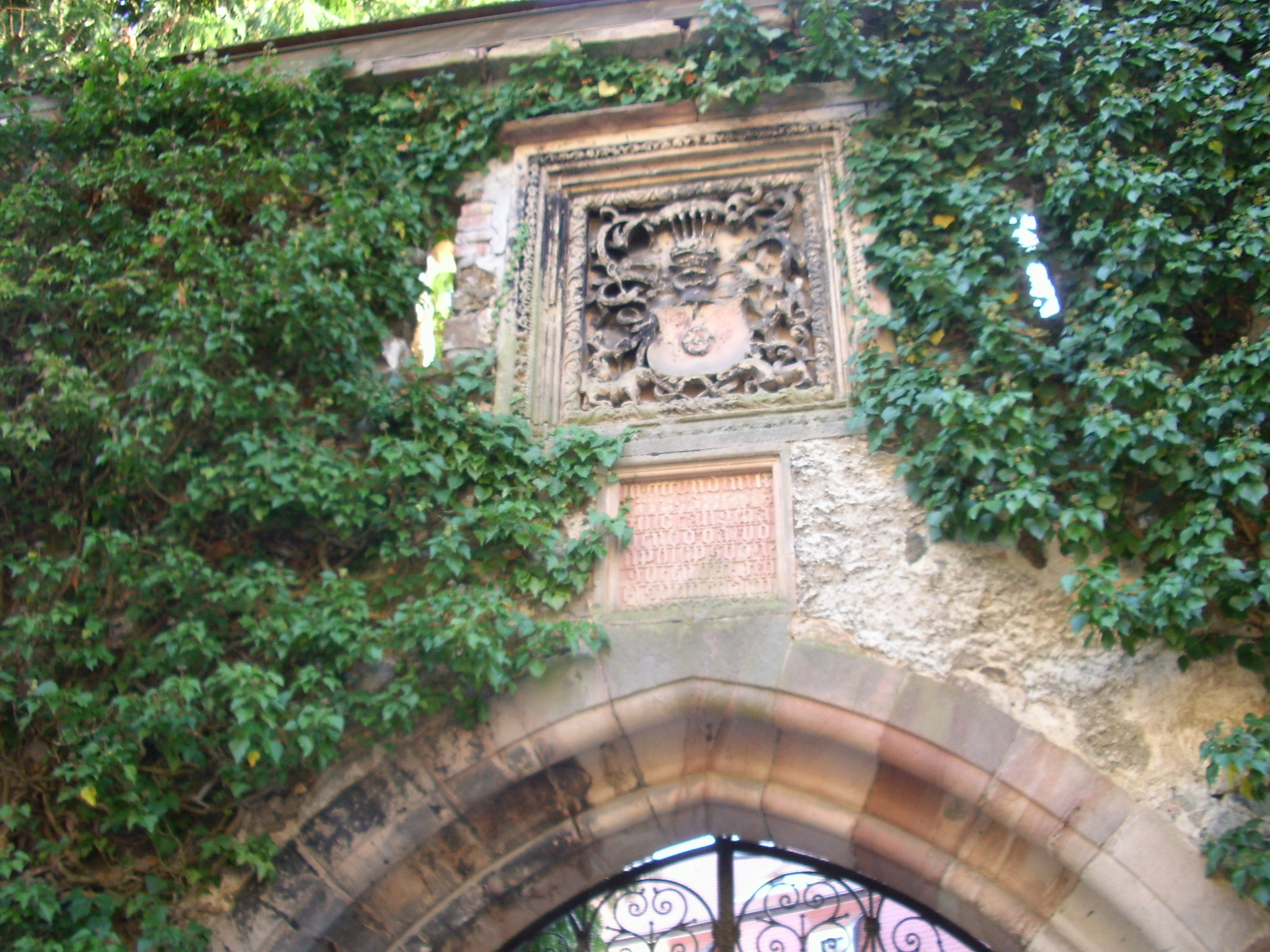
Das Wappen am Schlosstor in Guttenberg

Das Schloss Neuguttenberg und seine Vorgängerbauten Burg Alt- und Neuguttenberg sind Burganlagen in der Gemeinde Guttenberg (Oberfranken).

## Entstehung und mittelalterliche Geschichte der Burg
Der Name soll von dem Personennamen Cotto, einem Verwaltungsbeamten der Grafen Andechs, Herzöge von Meranien, stammen. Ein im Jahre 1148 urkundlich gesicherter Gundeloh von Plassenberg, ebenfalls ein Ministeriale der Grafen von Andechs-Meranien, ansässig auf der Plassenburg bei Kulmbach, gilt als Erster in der Stammfolge der Reichsritter, seit dem Jahr 1700 Freiherrn von Guttenberg, auf der Burg Guttenberg.
Die Guttenberg, ein Reichsrittergeschlecht des niederen Adels im oberfränkischen Raum, versuchten im frühen 14. Jahrhundert ihren Lehensbesitz nach Untersteinach zu erweitern, einem Ort, der damals ein wichtiger Verkehrsknotenpunkt mit Zollrecht und entsprechenden Einkünften war. Im Jahre 1315, mit der Inbesitznahme der Burg Guttenberg, wechselte der Name von Plassenberg zu von Guttenberg. Ihnen gehörte eine kleine gleichnamige Ortschaft mit erbuntertänigen und frondienstpflichtigen Bauern. In diese Zeit wird auch die Erweiterung der Burganlage Altguttenberg datiert, für die bis 1342 ein Öffnungsrecht für die Lehensgeber, die Bischöfe des Bistums Bamberg und anschließend die Markgrafen von Kulmbach, bestand. Als Erbauer der Burg Altguttenberg gilt Heinrich von Plassenberg, genannt von Guttenberg, der den verstreuten Besitz der Familie auf sich vereinigte. Mit ihm begann die Stammfolge derer von Guttenberg. In der Guttenberger Fehde wurde die Burg Altguttenberg von Markgraf Friedrich V. von Brandenburg belagert und sie musste ihm am Ende der Auseinandersetzungen als nächsten Lehensgeber übergeben werden.

## Ereignisse im Jahr 1523
In der Mitte des 16. Jahrhunderts entführte der Raubritter Hans Thomas von Absberg Kaufleute aus Reichsstädten in Franken, Schwaben und dem Egerland im ehemaligen Nordgau (Bayern) auf ihren Handelsreisen, verlangte ein hohes Lösegeld für ihre Freilassung und raubte die Handelsgüter. Er hatte dabei Verbündete, die ihn bei seinen Raubzügen unterstützten und ihn bei Gefahr der Gefangennahme auf ihren Burgen versteckten. Auch die Herren von Guttenberg, Lehensträger der Burg Alt- und Neuguttenberg, gehörten dazu, da sie hofften, ihre schwindenden Einkünfte wieder aufstocken zu können. 1523 sandte der Schwäbische Bund von Handelsstädten unter Führung des Truchsess Georg von Waldburg ein Aufgebot von 1672 Berittenen und 10535 Fußkämpfern aus, um 23 „Raubnester“ dem Erdboden gleichzumachen, an 18. und 19. Stelle auch die Burgen der Guttenberg. Am 5. Juli erreichten und besetzten sie die Anlage und äscherten sie am 8. Juli ein, um die Rückkehr derer von Guttenberg und weiterer dort ansässiger Raubritter zu verhindern und dem Raubwesen ein Ende zu bereiten. Auf einem Holzschnitt aus dem Jahr 1523 ist eine Ansicht der zerstörten Burganlage in Guttenberg dargestellt.
In den meisten Aufzeichnungen zur Entstehung der Burganlage Guttenberg wird die Lage der beiden Burgen so beschrieben, dass beim Bau des Schlosses Neuguttenberg ein Teil der Anlage in den Hof der Burg Altguttenberg gebaut wurde. Diese Aktion führte im Jahr 1482 zu Streitigkeiten zwischen den Guttenbergern und den mindestens zwölf Mitbesitzern und Lehensträgern der Burg Altguttenberg, über deren Namen nichts Näheres bekannt ist.
1490 wurde Altguttenberg vom Markgrafen Siegmund von Brandenburg-Kulmbach besetzt, weil ihm der Bau der Burg Neuguttenberg bedrohlich schien. Da Philipp von Guttenberg seinen Besitz schon vorher von einem der anderen Ministerialen, dem Ritter Georg von Bayern besetzen ließ, enteignete der Markgraf die Guttenberger, die ihren Besitz erst um 1503 wiederbekamen. Im Gegensatz zu Neuguttenberg wurde die ältere Anlage nach 1523 nicht wieder aufgebaut und verfiel.

## Der Holzschnitt des Hans Wandereisen
Hauptartikel: Wandereisen-Holzschnitte von 1523

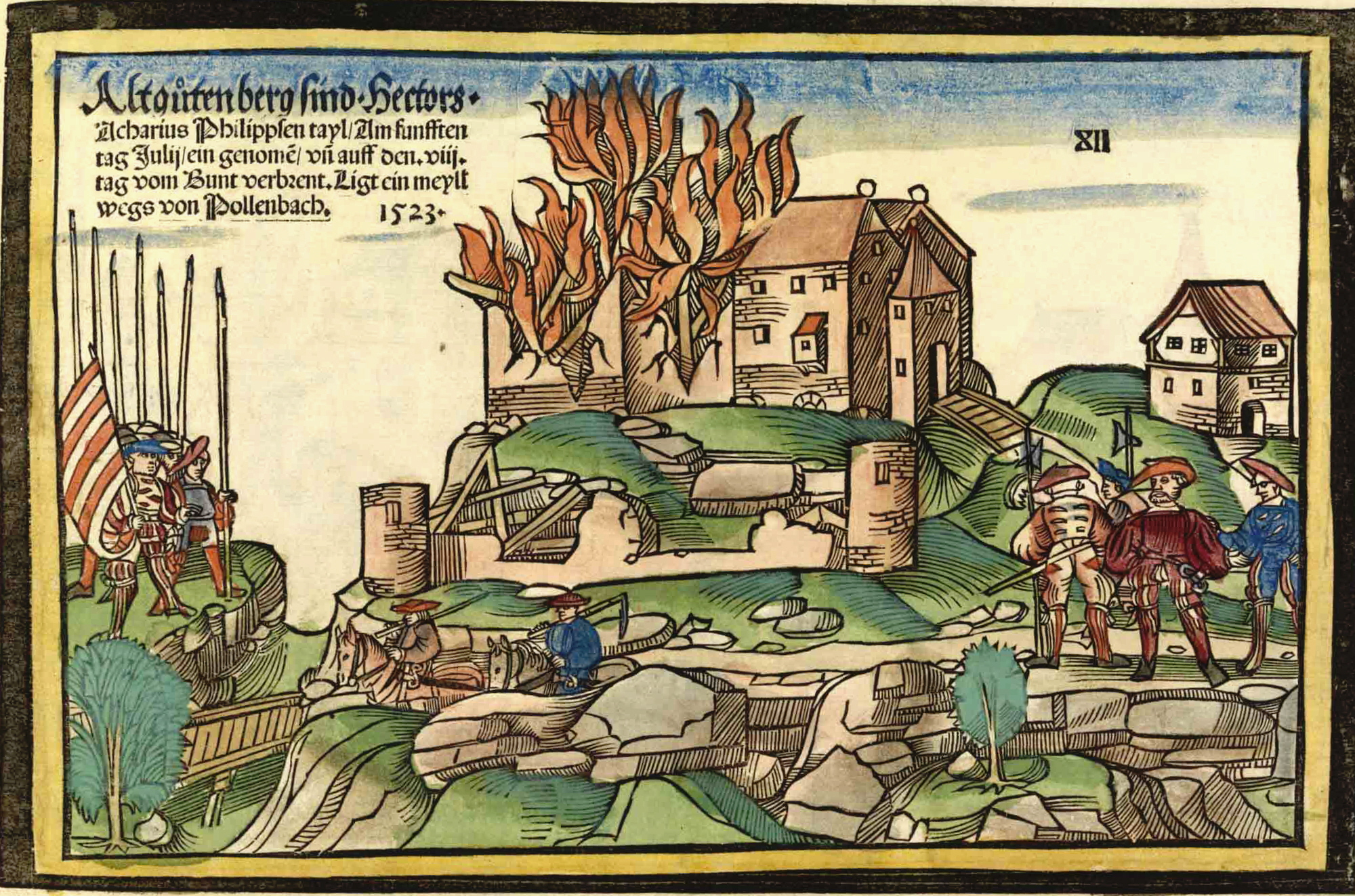
Der Holzschnitt des Hans Wandereisen aus dem Burgenbuch in Bamberg

Die im Vergleich zu Neuguttenberg relativ kleine Anlage Altguttenberg dominiert auf dem Holzschnitt des Hans Wandereisen die größere Burg Neuguttenberg. Auf einem flachen Hügel gelegen, wird die Burg von Felsformationen eingerahmt. Die Anlage besteht aus einem Palas, einem Torhaus, einem Wehrerker an der linken Seite und einem bereits zerstörten Bergfried. Das Haus am rechten Rand gehörte anscheinend nicht zur eigentlichen Anlage, da es ansonsten von den Truppen zerstört worden wäre. (Siehe dazu Burg Sparneck). Im Bildmittelpunkt sind Mauerreste und Balken erkennbar, die von der Burg Neuguttenberg stammen könnten. Die Truppen des Bundes bestehen auf diesem Schnitt aus einem Hauptmann und drei höheren Offizieren am rechten Bildrand, zwei Reitern in der Bildmitte und einer Abordnung von Fußknechten in der linken Bildhälfte.

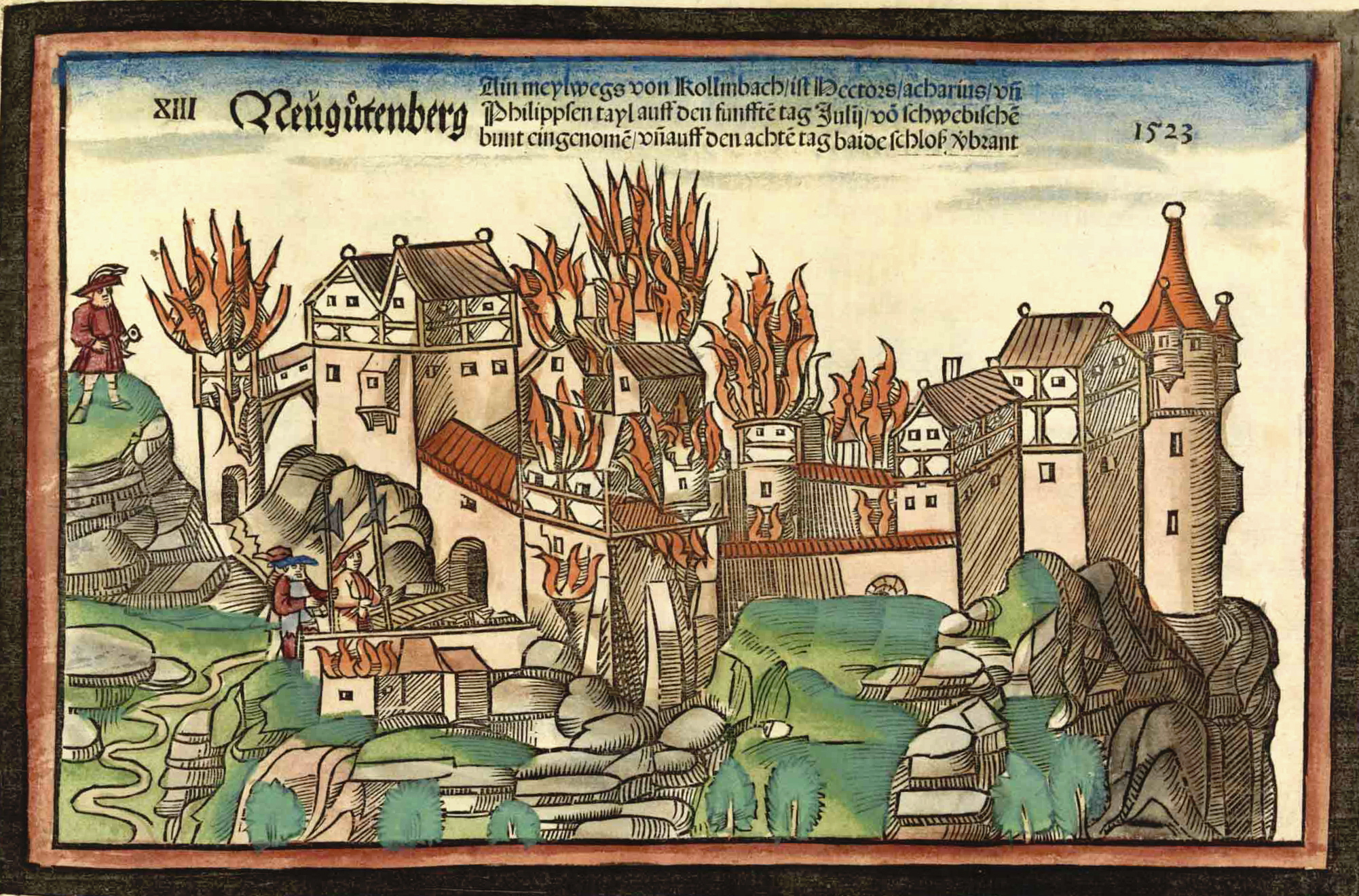
Der nachkolorierte Schnitt aus dem Bamberger Burgenbuch

Auf dem Holzschnitt des Hans Wandereisen sind neben der Burg Neuguttenberg keine anderen Gebäude zu sehen. Die verhältnismäßig große Anlage befindet sich auf einem Bergsporn, auf dessen Spitze der Bergfried thront. Fünf der insgesamt neun Hauptgebäude der Burg stehen bereits in Flammen, als sich die Truppen des Schwäbischen Städtebundes, hier mit vier Mann dargestellt, der Burg nähern. Ein Turm in der Burgmitte wird bereits gesprengt, was an den spitzen Flammen erkennbar ist.

## Die Burganlage nach der Zerstörung im Jahr 1523
Die Burganlage Guttenberg wurde nach der Zerstörung durch den Schwäbischen Städtebund wieder aufgebaut, weitere Belagerungen in den folgenden Jahrhunderten gingen an ihr nicht spurlos  vorüber. Nach einem Brand im Jahr 1908 wurde sie vollständig erneuert. Nur wenige Hinweise auf den mittelalterlichen Bau sind erhalten.
Heute befindet sich das Schloss Guttenberg mit Inventar und Forstbetrieben im Besitz der Freiherrlich von und zu Guttenberg´schen Privatstiftung in Radmer in der Steiermark in Österreich, die Philipp Franz zu Guttenberg gegründet hat. Das Schloss war bis zuletzt Wohnsitz des ehemaligen Chefs des Hauses, Enoch zu Guttenberg, und dessen Familie aus der zweiten Ehe, bevor dieser 2018 verstarb.